# Lady Flammer
Lady Flammer (Monterrey, 9 de novembro de 1999) é uma luchadora enmascarada mexicana, ou seja, uma lutadora de luta livre profissional mascarada, atualmente contratada pela WWE, sendo principalmente conhecida por seu trabalho na The Crash Lucha Libre. Ela é freelancer, atuando tanto na The Crash Lucha Libre quanto no circuito mexicano e independente. O nome verdadeiro de Flammer não é um dado público, como é comum com os lutadores mascarados no México, onde suas vidas privadas são mantidas em segredo dos fãs de luta.

## Carreira na luta livre profissional
Flammer fez sua estreia no wrestling profissional em 29 de agosto de 2010. Ao longo dos oito anos seguintes, Flammer competiu no circuito independente mexicano, destacando-se principalmente por suas aparições nas promoções independentes Federación Universal de Lucha Libre e Promociones Kdna.
Em 28 de janeiro de 2018, Flammer fez sua estreia na The Crash Lucha Libre, fazendo equipe com Latigo em uma luta de duplas mistas, onde foram derrotados por Christi Jaynes e Danny Limelight. Em 10 de fevereiro, Flammer e Limelight foram derrotados por Black Danger e Lacey Lane. Em fevereiro de 2019, Flammer derrotou Jaynes, Miranda Alize e Reyna Isis para conquistar o Campeonato Feminino da The Crash pela primeira vez.
Em 28 de dezembro de 2022, no Noche de Campeones, Flammer e Abismo Negro Jr. conquistaram o vago Campeonato Mundial de Duplas Mistas da AAA em uma luta three-way, que também contou com Komander e Sexy Star II, além de Octagón Jr. e Lady Shani. Em 18 de junho, no Triplemanía XXX: Tijuana, Flammer venceu a Lucha de Apuestas e, como resultado, Chik Tormenta foi forçada a desmascarar-se e revelar seu nome verdadeiro.
Em 12 de agosto de 2023, no Triplemanía XXXI: Cidade do México, Flammer derrotou Taya Valkyrie em uma luta sem desqualificação para conquistar o Campeonato Reina de Reinas da AAA.
Em 6 de outubro de 2024, Flammer e Negro perderam os títulos para Crazzy Steve e Havok no Héroes Inmortales, encerrando seu reinado de 648 dias.

## Vida pessoal
Lady Flammer é mãe de um filho com seu parceiro, The Tiger (filho de Apolo Estrada Jr.).

## Títulos e prêmios
- Kaoz Lucha Libre
  - Kaoz Women's Tag Team Championship (1 vez, inaugural) – com Sexy Dulce[10]
- Lucha Libre AAA Worldwide
  - AAA Reina de Reinas Championship (1 vez, atual)[7]
  - AAA World Mixed Tag Team Championship (1 vez) – com Abismo Negro Jr
- Lucha Libre Femenil
  - LLF Championship (1 vez)[11]
  - LLF Tag Team Championship (1 vez) – com Lady Puma[12]
  - Copa Juvenil LLF (2013, 2014)[13][14]
- The Crash Lucha Libre
  - The Crash Women's Championship (1 vez)[4]
- Promociones Universal
  - Promociones Universal Women's Championship (1 vez)
- Pro Wrestling Illustrated
  - PWI a colocou na #42ª posição das 250 melhores lutadoras individuais no PWI Women's 250 em 2023[15]